# Prunus yuyamae
Prunus yuyamae är en rosväxtart som beskrevs av Sugimoto. Prunus yuyamae ingår i släktet prunusar, och familjen rosväxter. Inga underarter finns listade i Catalogue of Life.